# 크리스 쿠니츠
크리스토퍼 "크리스" 쿠니츠(영어: Christopher "Chris" Kunitz, 1979년 9월 26일~)는 캐나다의 은퇴한 아이스하키 선수로 포지션은 레프트윙이다. 현역 시절 내셔널 하키 리그(NHL)의 애너하임 덕스, 애틀랜타 스래셔스, 피츠버그 펭귄스, 탬파베이 라이트닝, 시카고 블랙호크스 소속으로 뛰었으며 NHL 통산 1022경기 출전했다. 2007년에 애너하임 덕스 소속으로, 2009, 2016, 2017년에 피츠버그 펭귄스 소속으로 스탠리  컵 우승을 차지했다.
국제 대회에 캐나다팀의 일원으로 참가했으며, 2008년 세계 아이스하키 선수권 대회에서 준우승을 했다. 이후 2014년 동계 올림픽에 참가하여 금메달을 획득했다.